# Shangri-La's Le Touessrok Resort & Spa
Shangri-La's Le Touessrok Resort & Spa est un hôtel cinq-étoiles de l'île Maurice,  l'île principale de la république de Maurice, État insulaire dans le sud-ouest de l'océan Indien. Situé à Trou d'Eau Douce, village de la côte est relevant du district de Flacq, il constitue un véritable resort dont les domaines s'étendent jusqu'à l'île aux Cerfs,  îlot très touristique à proximité de la plage de l'établissement. On y trouve un parcours de golf de 18 trous (de par 72) récemment aménagé[Quand ?].

## Annexe